# Rinderpestvirus
Das Rinderpestvirus (englisch Rinderpest virus, RPV; Spezies Morbillivirus pecoris) ist ein RNA-Virus aus der Familie der Paramyxoviridae. Das Virus ist der Erreger der Rinderpest und kann alle Wiederkäuer sowie andere Paarhufer wie zum Beispiel Flusspferde befallen. Es wurde 2010 nach einer koordinierten weltweiten Impf- und Keulkampagne für ausgerottet erklärt und ist damit nach dem Pockenvirus (Spezies Orthopoxvirus variola alias Variola virus) erst der zweite Erreger, der erfolgreich ausgerottet werden konnte.

## Entdeckung und Charakterisierung
Im Jahr 1902 zeigten der französische Forscher Maurice Nicolle und sein osmanisch-türkischer Kollege Mustafa Adil, dass es sich beim Erreger der Rinderpest um ein filtrierbares Agens, d. h. kein Bakterium handelte. Simmons bestimmte die Größe der Viruspartikel (Virionen) im Jahr 1940 zu 860 bis 1260 Å. Die erste vollständige Sequenz eines Virusgenoms wurde 1996 publiziert.

## Merkmale
Die Viruspartikel des RPV sind rund bis unregelmäßig oval mit einem Durchmesser von 150 bis 250 nm und besitzen eine Lipidhülle. Das Genom ist 15.991 Basen lang und besteht aus einem einzigen RNA-Molekül. Diese RNA enthält die sechs Gene N, P, L, H, F und M, die für strukturelle Proteine codieren. Eines der Gene, das P-Gen, codiert daneben auch noch zwei nichtstrukturelle Proteine.
Das Rinderpestvirus ist eng mit dem Masernvirus, dem Erreger der Pest der kleinen Wiederkäuer (Peste des petits ruminants virus, PPRV) und dem Staupevirus verwandt (gleiche Gattung Morbillivirus). Nach gängiger wissenschaftlicher Meinung hat sich das Masernvirus aus dem Rinderpestvirus entwickelt. Der Zeitpunkt dieser Transition ist nicht sicher bestimmt. Während frühere Arbeiten davon ausgingen, dass dies schon vor Jahrtausenden passiert ist, datieren neuere Arbeiten dieses Ereignis in das 11. bis 12. nachchristliche Jahrhundert. Möglicherweise stammen auch alle anderen Morbilliviren vom Rinderpestvirus ab.
Verschiedene Virusstämme können sich stark in der Virulenz und der artspezifischen Empfänglichkeit unterscheiden.